# Římskokatolická farnost Velké Losiny
Římskokatolická farnost Velké Losiny je územní společenství římských katolíků v děkanátu Šumperk s farním kostelem sv. Jana Křtitele.

## Území farnosti
Do farnosti náleží území těchto obcí:
- Velké Losiny
  - farní kostel sv. Jana Křtitele
  - kaple svatého Kříže (v areálu lázní)
- Bukovice (místní část Velkých Losin)
- Horní Bohdíkov (místní část Velkých Losin)
  - kaple sv. Anny
- Maršíkov (místní část Velkých Losin)
  - filiální kostel sv. Michaela
- Žárová (místní část Velkých Losin)
  - filiální kostel sv. Martina

## Bohoslužby ve farnostech Velké Losiny, Sobotín a Loučná
| Kostel                               | Místo             | Bohoslužba (den)           | Hodina                | Poznámka |  |
| ------------------------------------ | ----------------- | -------------------------- | --------------------- | --- |  |
| farní sv. Jana Křtitele              | Velké Losiny      | neděle pondělí úterý pátek | 8.15 17.00 6.30 17.00 | |  |
| kaple svatého Kříže (v areálu lázní) | Velké Losiny      | sobota                     | 16.00                 | |  |
| filiální sv. Martina                 | Žárová            | neděle                     | 14.30                 | 1. neděle v měsíci od Velikonoc do Vánoc |  |
| farní sv. Vavřince                   | Sobotín           | neděle středa              | 11.15 18.30           | letní čas (v zimním čase mše sv. v 17:30), mše sv. je sloužena v kapli na faře v Sobotíně – přes letní prázdniny se konají středeční bohoslužby v kostele |  |
| filiální sv. Matouše                 | Vernířovice       | sobota                     | 18.00                 | 1. sobota v měsíci od Velikonoc do Vánoc |  |
| farní sv. Cyrila a Metoděje          | Loučná nad Desnou | neděle                     | 9.45                  | |  |